# Beon (farao)
Koning Beon was een buitenlandse farao van de 15e dynastie.

## Biografie
Volgens Manetho regeerde de koning 44 jaar. Recentelijk is het in wetenschappelijke kringen geaccepteerd dat de koning 3 tot 14 jaar heeft geregeerd. Er is verder geen informatie over hem bekend.